# مدیر ارشد کیفیت
مدیر کنترل کیفیت (به انگلیسی: Chief quality officer) از مدیران ارشد اجرایی یک شرکت بشمار می‌آید که کلیه عملیات مربوط به نظارت ، کنترل و بازرسی محصولات به منظور تطابق آن با استانداردهای تعیین شده را بر عهده دارد.

## تعریف شغل
این شغل تحت نظارت مستقیم مدیریت شرکت کلیه عملیات مربوط به نظارت ، کنترل و بازرسی محصولات به منظور تطابق آن با استانداردهای تعیین شده را بر عهده دارد.